# Synuchus impunctatus
Synuchus impunctatus är en skalbaggsart som beskrevs av Thomas Say 1823. Synuchus impunctatus ingår i släktet Synuchus och familjen jordlöpare. Inga underarter finns listade i Catalogue of Life.